# Abraham Lincoln
Abraham "Abe" Lincoln, född 12 februari 1809 i Hardin County (i nuvarande Hodgenville i LaRue County) i Kentucky, död 15 april 1865 i Washington D.C. (mördad), var en amerikansk advokat och republikansk politiker, främst känd som USA:s president åren 1861–1865. 
Lincoln blev USA:s förste republikanska president och ledde nordsidan under amerikanska inbördeskriget innan han mördades av en politisk motståndare i samband med ett teaterbesök i huvudstaden.
Född i en timmerkoja i Kentucky och som son till jordbrukare arbetade han, helt självlärd, som advokat från 1837 i Springfield i Illinois. Han var också ledamot av Illinois generalförsamling åren 1832–1842, och blev känd som Honest Abe (ärlige Abe). Lincoln tog sig vidare inom politiken upp på nationell nivå som ledamot av representanthuset åren 1847–1849. Han anslöt sig därpå till det nybildade republikanska partiet 1856 och valdes sedan till partiets första president i presidentvalet 1860. Lincoln fick knappt 40 procent av rösterna och 180 elektorsröster, vilket var en majoritet i ett sällsynt val för USA där tre andra kandidater delade ganska lika på resten av rösterna.
Lincoln kom att spela en betydelsefull roll under det Amerikanska inbördeskriget. Som oerfaren statsman gjorde han till en början många misstag. Detta, i samband med handlingsförlamningen hos hans företrädare, James Buchanan, ledde till en splittring av landet, som han försökte kanalisera som självständighetsstrider. Lincoln vägrade att gå med på den nybildade Konfederationens krav på evakuering av den federala garnisonen i Fort Sumter i Charleston i South Carolina, vilket ledde till de första fientligheterna av det som skulle utvecklas till ett fullskaligt inbördeskrig.
Lincoln är känd för emancipationsproklamationen 1863, vilken frigjorde slavarna i de delar av Södern som inte kontrollerades av den federala armén (slaveriet fortsatte till 1865 i de delstater och områden som kontrollerades av sydsidan). Emancipationsförklaringen föregick det trettonde tillägget till USA:s konstitution två år senare, som slutligen gjorde slaveri olagligt i unionen. Han är även känd för det tal han höll efter slaget vid Gettysburg, (Gettysburgtalet).
Långfredagen den 14 april 1865 satt Lincoln på Fordteatern i Washington D.C. och såg pjäsen Our American Cousin då   John Wilkes Booth klockan 22.13 smög in i presidentens loge och sköt en kula mot Lincolns bakhuvud. Lincoln fördes till ett närliggande hus (Petersen House), där han avled efter nio timmars medvetslöshet. Mordet ägde rum fem dagar efter freden i inbördeskriget och general Robert E. Lees kapitulation.

## Biografi

### Uppväxt och ungdomsår
Abraham Lincoln föddes den 12 februari 1809 och var son till jordbrukarna Thomas Lincoln och Nancy Hanks. Hemmet, Sinking Spring Farm, bestod av en timmerkoja med tillhörande mark om cirka 350 tunnland. Gården låg vid Nolin Creek, fem kilometer söder om nuvarande Hodgenvilles centrum i Kentucky, den sydligaste delen av Hardin County (numera en del av LaRue County) med många nybyggare. Lincoln döptes efter farfadern, som dog 1786 i en indianräd. Lincolns äldre syster, Sarah Lincoln, var född 1805. Han hade också en yngre bror, Thomas Jr, som dog som liten.
Thomas Lincoln var en respekterad och under en tid relativt inflytelserik medborgare i trakten. Han köpte Sinking Spring Farm i december 1808 för 200 dollar. Thomas Lincoln förlorade dock egendomen i en tvist, så när Lincoln var liten fick familjen bo i en backstuga i Indiana. Familjen tillhörde en baptistkyrka som brutit sig ur ett större baptistsamfund eftersom den vägrade stödja slaveriet. Lincoln lärde sig tidigt att ogilla slaveriet. Han gick aldrig med i någon kyrka och i sin ungdom drev han med religionen. En ofta citerad teori är att Abraham Lincoln led av Marfans syndrom, en autosomal dominant störning av bindväven som bland annat tog sig i uttryck i haltningar och att han var mycket lång, 190 centimeter.
När Lincoln var sju år gammal, 1816, flyttade den fattiga familjen till Perry County (numera Spencer County) i Indiana. Lincolns mor dog 1818 på grund av mjölksjuka (förgiftad mjölk från kor som ätit vitflockel) eller TBC vid 34 års ålder, och strax därefter gifte hans far om sig med Sarah Bush Johnston. Hon uppfostrade den unge Lincoln som om han vore hennes egen son, och senare jämförde hon honom med sina egna barn: "Both were good boys, but I must say – both now being dead that Abe was the best boy I ever saw or ever expect to see" ("Båda var bra pojkar, men jag måste säga – nu när båda är döda, att Abe var den bästa pojken jag såg eller nånsin förväntade mig att se"). Lincoln var hängiven sin styvmor, vilken han resten av sitt liv skulle kalla för "mamma", medan förhållandet till fadern var sämre.

### Juridisk karriär

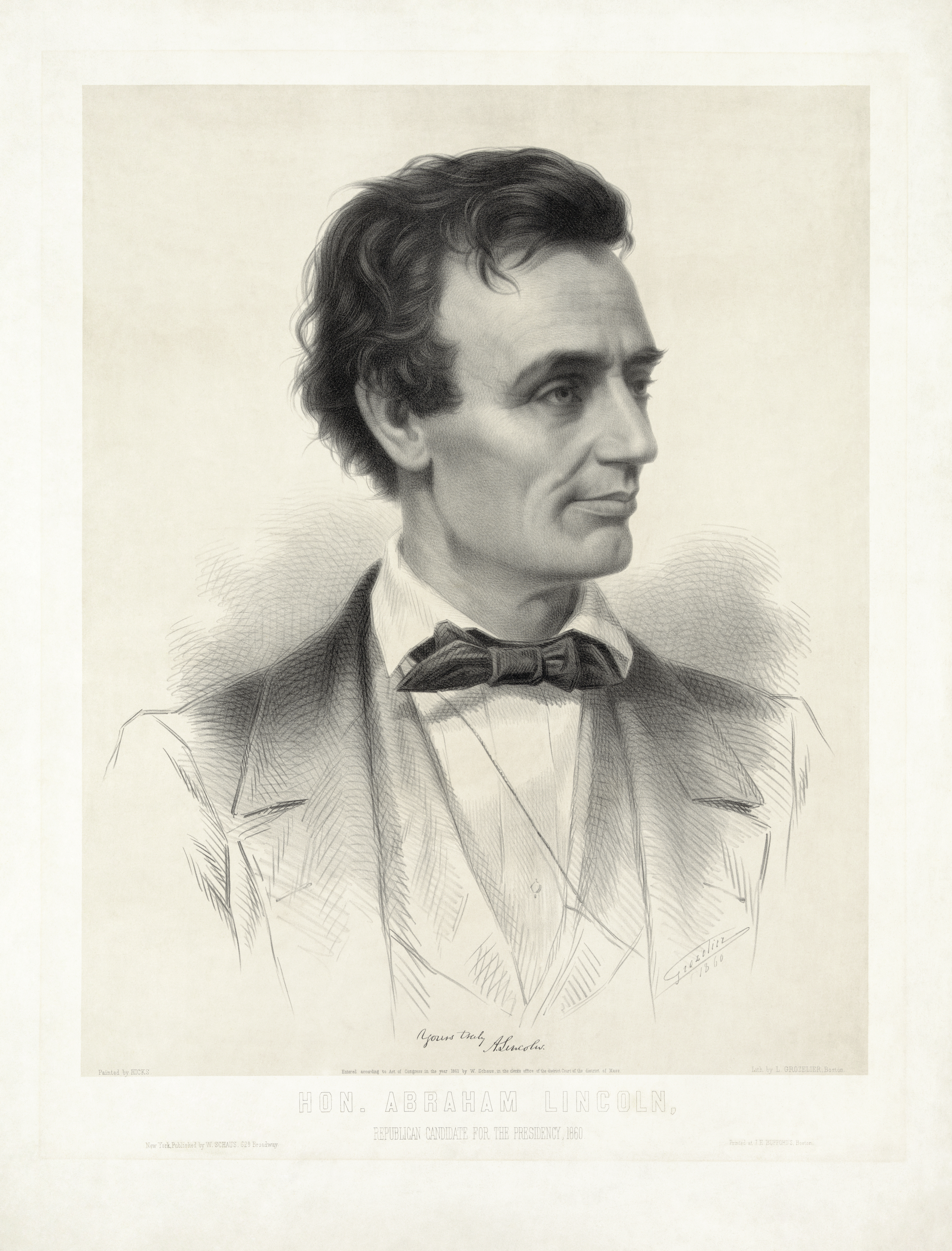
En ung Abraham Lincoln.

Vissa forskare menar att det var hans fars upprepade markrättighetstvister och de ekonomiska svårigheter som följde som ledde till att Lincoln började studera juridik. Den följande vintern var hård och familjen var nära att flytta tillbaka till Indiana. När fadern återigen flyttade familjen till Coles County, Illinois följande år gav sig den 22-årige Lincoln iväg själv och åkte kanot nerför Sangamon River till Sangamon County, Illinois, i New Salem (Menard County), Illinois. Senare samma år arbetade han för en affärsman i New Salem: Denton Offutt. I sällskap av vänner tog han gods från New Salem till New Orleans via Sangamon, Illinois River och floder i Mississippi. När han befann sig i New Orleans kan han enligt vissa levnadstecknare ha bevittnat en slavauktion. Han besökte ofta Kentucky, och där hade han möjlighet att se slavförsäljningar vid olika tillfällen.
Hans dokumenterade utbildning består av ungefär 18 månaders skolning av icke utexaminerade privatlärare. I själva verket var han autodidakt och läste alla böcker han kunde få tag på. Han var väl orienterad i Bibeln, i William Shakespeares verk, i engelsk och amerikansk historia, och han utvecklade ett rättframt språk som väckte häpnad och fick stort genomslag hos åhörarna. Han ägnade sig även åt brottning och var skicklig med yxa; vissa stockar som han lär ha kluvit i sin ungdom ställdes ut vid det republikanska nationalkonventet 1860, då partiet använde temat poor-boy-made-good. Han undvek att jaga och fiska, eftersom han inte gillade att döda djur, och trots att han var ovanligt lång och stark tillbringade han så mycket tid med böckerna att grannarna misstänkte att han läste för att undvika mödosamt arbete.

## Politisk karriär
Lincoln började sin politiska bana 1832 genom en kampanj för Illinois General Assembly som medlem i the Whig Party. Han försökte erhålla sitt partis nominering till den amerikanska kongressen, dock utan framgång. Han försökte igen och lyckades få nomineringen och valdes in i USA:s representanthus 1846. Han flyttade till Washington D.C. och tillträdde sin post 1847. Han arbetade aktivt mot det Mexikanska kriget som var en del av president Polks politik, vilket minskade dennes popularitet i Illinois. Lincoln sökte inte omval 1848.
Lincoln kandiderade två gånger, 1855 och 1858, till USA:s senat utan att bli vald. Vid denna tid utsågs senatorerna av delstatskongressen.

### Utnämningar av Lincoln till Högsta Domstolen
- Noah H. Swayne, 1862
- Samuel Freeman Miller, 1862
- David Davis, 1862
- Stephen Johnson Field, 1863
- Salmon P. Chase, 1864 (Chefsdomare)

### Mordet

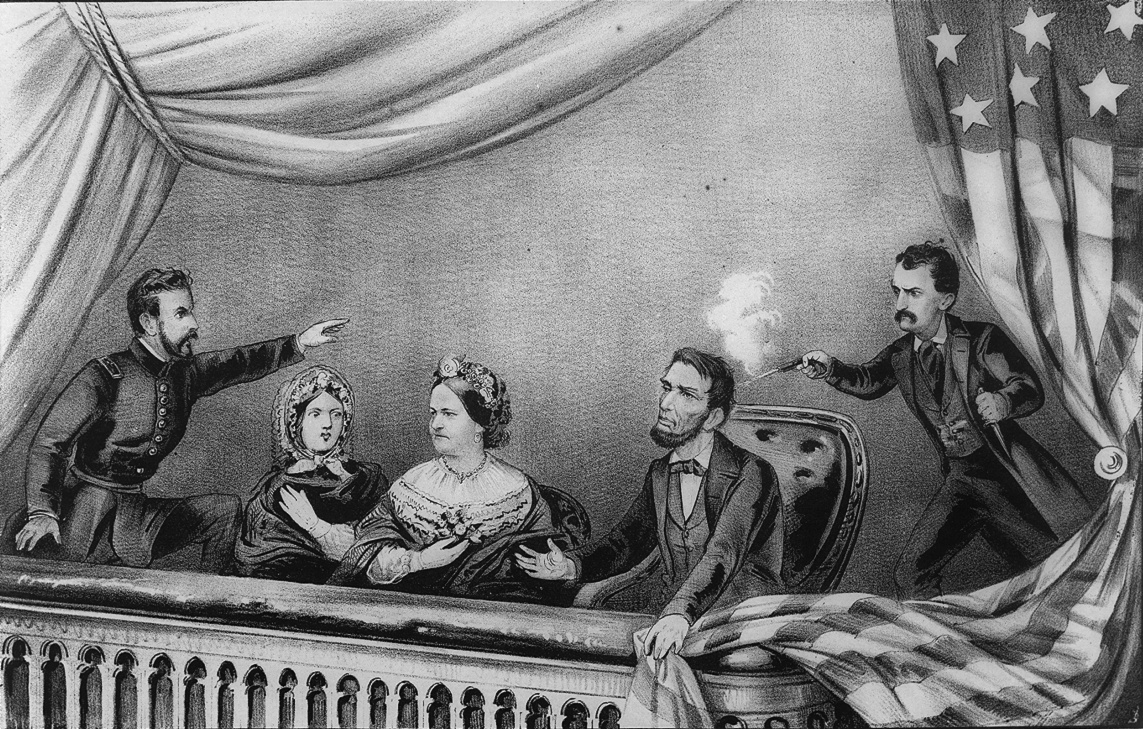
Mordet på Abraham Lincoln.

Lincoln mördades av John Wilkes Booth. Från början var det tänkt att han skulle kidnappa Lincoln i utbyte mot sydfångar tagna av nord i kriget. I april bytte han plan mot ett mord. Booth sköt Lincoln på Fordteatern i Washington D.C. den 14 april 1865, varvid han utropade ”Sic semper tyrannis!” (Så må det alltid gå tyrannerna!), vilket är delstaten Virginias motto. Presidenten avled dagen efter att han blivit skjuten.

#### Flykten och rättegången

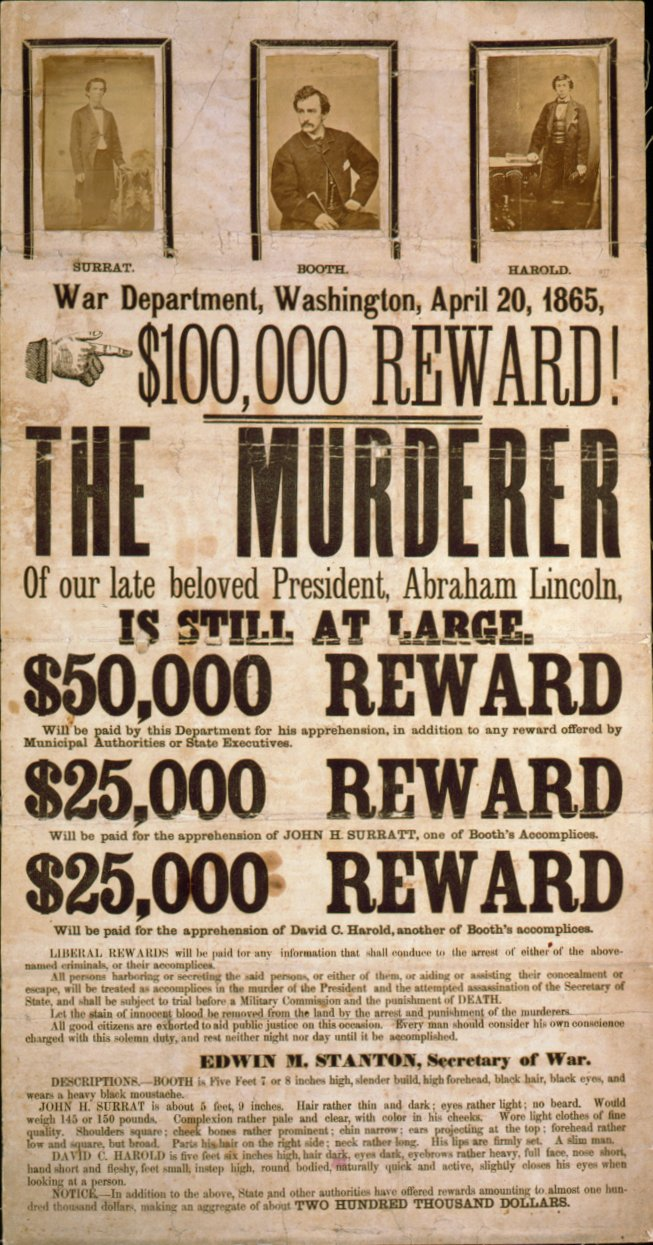
Tidningen Broadside visar på en sida att staten ger hela 100 000 dollar till den som fångar rymmarna med bild på John H. Surratt, John Wilkes Booth, och David E. Herold.

Booth hade lyckats fly men skadat foten i landningen efter hoppet från balkongen där Lincoln sköts. Snart fann man att han tagit sig till en bekant som band om hans fot. Strax innan unionspatrullen kom dit begav han sig av därifrån men hanns inom kort upp av Boston Corbett i ett tobaksmagasin tillsammans med David Herold. Corbetts anhang tände eld på magasinet för att få ut dem; kamraten gav sig men inte Booth själv.
Corbett saknade, liksom de andra i patrullen, tillåtelse att skjuta om de såg Booth. Ändå vandrade Corbett runt ladan och sköt när han såg Booths silhuett genom ett hål i den brinnande väggen. Skottet träffade Booth i nacken och han kunde tas ut ur ladan, dödligt sårad. Han dog innan han hann ställas inför rätta.
Efteråt dömdes flera personer för att ha hjälpt till i mordet på olika sätt. Det visade sig att konspiratörerna ville döda flera regeringsmedlemmar.
Booths mord kom att få allvarliga följder för sydstaterna. Lincolns försonliga politik mot de besegrade ersattes nu av en mer oförsonlig och hämndlysten politik under den följande "rekonstruktionstiden".

## Familj och livsstil

### Familj
Lincolns föräldrar hette Thomas Lincoln och Nancy Hanks.
Den 4 november 1842 gifte sig Lincoln med Mary Todd Lincoln som kom från en (slavägande) finare familj från Kentucky. Paret hade fyra söner:
- Robert Todd Lincoln (1 augusti 1843–26 juli 1926): född i Springfield, Illinois, och död i Manchester i Vermont.
- Edward Baker Lincoln (10 mars 1846–1 februari 1850): född och död i Springfield.
- William Wallace Lincoln (21 december 1850–20 februari 1862): född i Springfield och död i Washington D.C.
- Thomas ”Tad” Lincoln (4 april 1853–16 juli 1871): född i Springfield och död i Chicago.

### Religiös övertygelse
Även om Lincolns föräldrar var fundamentalistiska baptister, menar historikern professor Mark A. Noll att ”Lincoln aldrig gick med i någon kyrka eller ens uppgav några klara bekännelser för kristen övertygelse”. Trots detta var Lincoln tydligt påverkad av kristna traditioner, vilket bland annat framgår av hans bibliska kunskaper. Noll instämmer med levnadstecknaren Jesse Fell att Lincoln avvisade den ortodoxa synen på människans så kallade medfödda depravering, Jesu natur och prästämbete, försoningen, bibelns ofelbarhet, mirakel samt himlen och helvetet. Professor Noll menar vidare att Lincoln blev motståndare till organiserad kristendom efter sin erfarenhet som ung man när han såg överdriven känslomässighet och bittra sekteristiska gräl beteckna årliga lägermöten och kringresande predikanter. Andra kännare, som William J. Wolf, menar att termen biblisk kristen passar Lincoln bättre. Lincoln såg sig själv som Guds instrument och USA som Guds "nästan utvalda land". Joseph R. Fornieri skriver att Lincolns "civila teologi" var rotad i en djup religiös tro.
En rad citat visar tecken på att Lincoln var mer än en deist; han var en person med klara teistiska idéer. I Handbill Replying to Charges of Infidelity skriver han exempelvis att han aldrig förnekat sanningen i Skrifterna. I Fragment on Pro-slavery Theology och Meditation on Divine Will talar han om ”Guds vilja” och att ”Guds vilja råder”. I Proclamation Appoining a National Fast Day, den 30 mars 1863, skriver Lincoln: ”... den sublima sanningen, förklarad i den heliga skrift och bevisad av hela historien, att bara de nationer är välsignade vars Gud är Herren” (... the sublime truth, announced in the Holy Scriptures and proven by all history, that those nations only are blessed whose God is the Lord).

### Sexualitet
Lincolns sexualitet är ett omdiskuterat ämne. C. A. Tripp, en sexualforskare, har argumenterat för att Lincolns problematiska och distanserade relation till kvinnor tillsammans med hans varma och nära relation med ett antal män eventuellt skulle kunna kopplas samman med homosexualitet. Andra levnadstecknare, så som David Herbert Donald, har starkt bestridit dessa påståenden och menar att det inte fanns några tendenser till homosexualitet hos Lincoln i hans liv. Eftersom Lincoln var den politiker han var hade han många ”vänner”, menar Donald. I till exempel sina brev refererar Lincoln ofta till bekanta som ”mina personliga vänner”, även politiska fiender.

## Övrigt
Asteroiden 3153 Lincoln är uppkallad efter honom.